# Corvus impluviatus
Corvus impluviatus ist eine ausgestorbene Vogelart aus der Familie der Rabenvögel. Sie gehört zu einer Gruppe von auf den Hawaii-Inseln endemischen Krähen, von denen nur die Hawaiikrähe (Corvus hawaiiensis) bis heute überlebt hat. Corvus impluviatus ist nur von subfossilem Material bekannt. 
Das Typusmaterial wurde 1977 von Storrs Olson, Helen F. James, Aki Sinoto und anderen mit Hilfe einer Tauchausrüstung aus einer überfluteten Höhle am Barbers Point auf Oʻahu geborgen.

## Merkmale
Der Holotypus besteht aus einem fast vollständig erhaltenen Skelett und enthält den Schädel mit dem Oberkiefer, Gaumenbeine, Jochbeine, beide Flügelbeine, beide Quadratbeine, das linke Stirnbein, den Unterkiefer, zwölf Knorpelspangen der Luftröhre, die Syrinxtrommel, das Gabelbein, das Brustbein, zehn komplette Rippen und einige Rippenfragmente, zehn Halswirbel, drei Schwanzwirbel, das Schulterblatt, die Ulne, die Rabenbeine, die Oberarmknochen, die Radii, die Carpometacarpi, die Handwurzelknochen, den Digitus alulae, den linken Oberschenkelknochen, beide Wadenbeinknochen, beide Tibiotarsi, den rechten Tarsometatarsus und zwölf Zehenknochen. Darüber hinaus sind noch drei unvollständige Skelette vorhanden.
Corvus impluviatus war eine große Krähenart. Im Vergleich zur Buntschnabelkrähe (Corvus woodfordi) und zur Bougainvillekrähe (Corvus meeki) war der Schnabel tiefer. Im Vergleich zur Dickschnabelkrähe (Corvus macrorhynchos) war der Schnabel kürzer und tiefer. Im Vergleich zum Kolkraben (Corvus corax) war der Schnabel tiefer und der Nasenrücken breiter. Im Vergleich zur Hawaiikrähe (Corvus hawaiiensis) war der Schnabel kürzer. Verglichen mit der Dickschnabelkrähe, dem Kolkraben und dem Chatham-Raben (Corvus moriorum) waren die Nasenlöcher von vorne nach hinten weniger verlängert. Die Membran in den Nasenhöhlen war stärker verknöchert. Die Scheidewand zwischen den Augenhöhlen war nicht durchbrochen. Verglichen mit dem Chatham-Raben war der Schnabel stärker gekrümmt und das Schädelfenster war kleiner oder nicht vorhanden. Im Gegensatz zu den anderen auf Hawaii endemischen Arten Corvus hawaiiensis und Corvus viriosus war der Oberschnabel höher und mehr gekrümmt. Der Nasenrücken und die Nasenseiten waren breiter.

## Aussterben
Ursache und Zeitpunkt des Aussterbens sind bis heute unklar. Vermutlich haben die ersten polynesischen Siedler auf den Hawaii-Inseln die Vögel gejagt, den Lebensraum durch Feuer und andere Aktivitäten zerstört oder die eingeschleppten Ratten könnten die Eier der Art gefressen haben.

## Etymologie
Das Artepitheton leitet sich vom lateinischen Wort impluvium ab und bedeutet das Oberlicht im Dach des Lichthofs eines römischen Hauses. Es bezieht sich auf die Beschaffenheit der Typuslokalität, die das Paläontologenteam mit einem Sprung durch eine Öffnung in der Höhlendecke in das klare Wasser erreicht hat. Das Stammwort impluvius bedeutet Regen in Anspielung auf die wässrige Umgebung der Höhle.